# Ocinara albiceps
Ocinara albiceps är en fjärilsart som beskrevs av Walker 1862. Ocinara albiceps ingår i släktet Ocinara och familjen silkesspinnare. Inga underarter finns listade i Catalogue of Life.